# Filip de Dreux
Filip de Dreux (n. 1158–1217) a fost un nobil francez, devenit episcop de Beauvais.
Filip a fost un militar activ, luptând alături de regele Filip August, rege al Franței și văr al său, și devenind astfel oponent al regelui Richard Inimă de Leu al Angliei. Ca preot, a realizat/desfăcut numeroase căsătorii, precum aprobarea divorțului lui Conrad de Montferrat, pentru a-l căsători pe același cu Isabella I de Ierusalim, fiica lui Amalric I, în timpul asediului Acrei. De asemenea, a luat parte la divorțul regelui Filip August de regina Ingeborg de Danemarca.

## Viața
Filip a fost fiul lui Robert I de Dreux și fratele mai mic al lui Robert al II-lea de Dreux.
A participat la o campanie în Palestina din anul 1180, expediție condusă de Henric al II-lea de Champagne și Petru I de Courtenay. Acest atac asupra unor stăpâniri ale lui Saladin nu a dat însă rezultatele scontate.
De asemenea, împreună cu fratele său Robert al II-lea de Dreux, a ajuns din nou în Țara Sfântă, în 1189, în contextul Cruciadei a treia.
În timpul acestei cruciadei, Filip de Dreux s-a numărat printre cei care au răspândit zvonul că în spatele asasinării lui Conrad de Montferrat s-ar fi aflat regele Richard I al Angliei, drept pentru care Richard Inimă de Leu îi va purta o dușmănie constantă. Mai mult decât atât, Filip a fost pe urmă în Germania, unde Richard I se afla în închisoare, și a militat împotriva eliberării regelui Angliei. Ajuns acolo, Filip a căutat să îi convingă pe cei care îl capturaseră pe Richard să nu îl trateze ca pe un rege, ci ca pe un criminal, alimentând și mai mult ura regelui la adresa sa.
În timpul disputelor anglo-franceze din Normandia, Filip a fost capturat de către mercenarul  Mercadier, partizan al Angevinilor, în anul 1197. În noua situație, Richard Inimă de Leu a refuzat în mod constant să îl elibereze, așa încât în anul 1199 Filip se afla încă în închisoare Atunci când legatul papal Pietro Capuano (care căuta să îl convingă pe Richard să se înroleze pentru o nouă cruciadă) a insistat pe lângă acesta să îl elibereze pe Filip, se spune că regele Angliei a izbucnit într-o criză de nervi, amenințând că îl va castra pe trimisul papal, atât de mare era ura față de prizonierul său. Eliberarea a venit abia după moartea lui Richard Inimă de Leu în 1199, când noul rege al Angliei Ioan Fără de Țară a fost de acord să îl predea în schimbul episcopului ales de Cambrai, capturat de către francezi.
În 1210 Filip a acționat împotriva catharilor din sudul Franței, în cadrul cruciadei împotriva albigensilor, alături de Reginald de Bar, episcop de Chartres, pentru a-l sprijini pe Simon de Montfort.
Filip de Dreux a fost alături de regele Filip August și în cadrul bătăliei de la Bouvines din 1214, ca și fratele său Robert al II-lea.